# دوغ ناي
دوغ ناي (بالإنجليزية: Doug Nye)‏ هو صحفي بريطاني، ولد في أكتوبر 1945 في المملكة المتحدة.